# Фицрой, Уильям, 6-й герцог Графтон
Уильям Фицрой (англ. William FitzRoy; 5 августа 1819, Лондон, Великобритания — 21 мая 1882, там же) — британский аристократ, 6-й герцог Графтон, 6-й граф Юстон, 7-й граф Арлингтон, 6-й виконт Ипсуич, 6-й барон Садбери, 7-й барон Арлингтон с 1863 года (до 1847 года носил титул учтивости виконт Ипсуич, в 1847—1863 — граф Юстон).

## Биография
Уильям Фицрой принадлежал к побочной ветви королевской династии Стюартов. Он родился 5 августа 1819 года и стал старшим сыном Генри Фицроя (впоследствии 5-го герцога Графтона) и его жены Мэри Кэролайн Беркли. До 1847 года Уильям именовался виконт Ипсуич, в 1847—1863 — граф Юстон. Он учился в школе Хэрроу и в Королевском военном колледже в Сандхерсте, в 1847—1863 годах заседал в Палате общин как представитель Тетфорда, в 1860 году был назначен подполковником и командиром 1-м Нортгемптонширского стрелкового добровольческого батальона. После смерти отца в 1863 году Фицрой унаследовал семейные титулы и занял место в Палате лордов как 6-й герцог Графтон.
Фицрой был женат с 10 февраля 1858 года на Мэри Энн Луизе Баринг, дочери Фрэнсиса Баринга, 3-го барона Эшбертона, и Клер Гортензии Маре. Этот брак остался бездетным. Фицрой умер в 1882 году в Лондоне в возрасте 62 лет, ему наследовал младший брат Огастес.